# Jannis Samaras
Jannis Samaras (* 22. listopadu 1971 Krnov) je český podnikatel s řeckými předky. Je hlavní postavou a většinovým majitelem firmy Kofola ČeskoSlovensko. Začal podnikat spolu se svým otcem, který byl poválečný emigrant z Řecka. Buduje středoevropskou nápojářskou skupinu.

## Život
Narodil se v Krnově. Stáhla se sem početná skupina 2500 Řeků prchajících před občanskou válkou. Rodina Samarasových zde vybudovala svou nápojářskou společnost Kofola ČeskoSlovensko. Jannis Samaras má středoškolské vzdělání a v roce 2010 získal certifikát CIMA v Českém institutu pro marketing. Byl vyhlášen Podnikatelem roku České republiky v roce 2011.

## Kariéra v Kofole
V roce 1991 založili společně s otcem Kostasem společnost SANTA NÁPOJE, která v roce 2002 získala značku Kofola. Od roku 1996 působil na různých manažerských pozicích v SANTA NÁPOJE a následně ve skupině Kofola, kde je většinovým vlastníkem.